# (298) Baptistina
(298) Baptistina est un astéroïde de la ceinture principale découvert par Auguste Charlois le 19 septembre 1890.
L'objet fait partie de la famille de Baptistina à laquelle il donne son nom. 